# Atakama

Położenie pustyni Atakama w Ameryce Południowej.
– przybliżony zasięg pustyni
– sąsiednie obszary o suchym klimacie: Chala, Altiplano, Puna de Atacama i North Chico

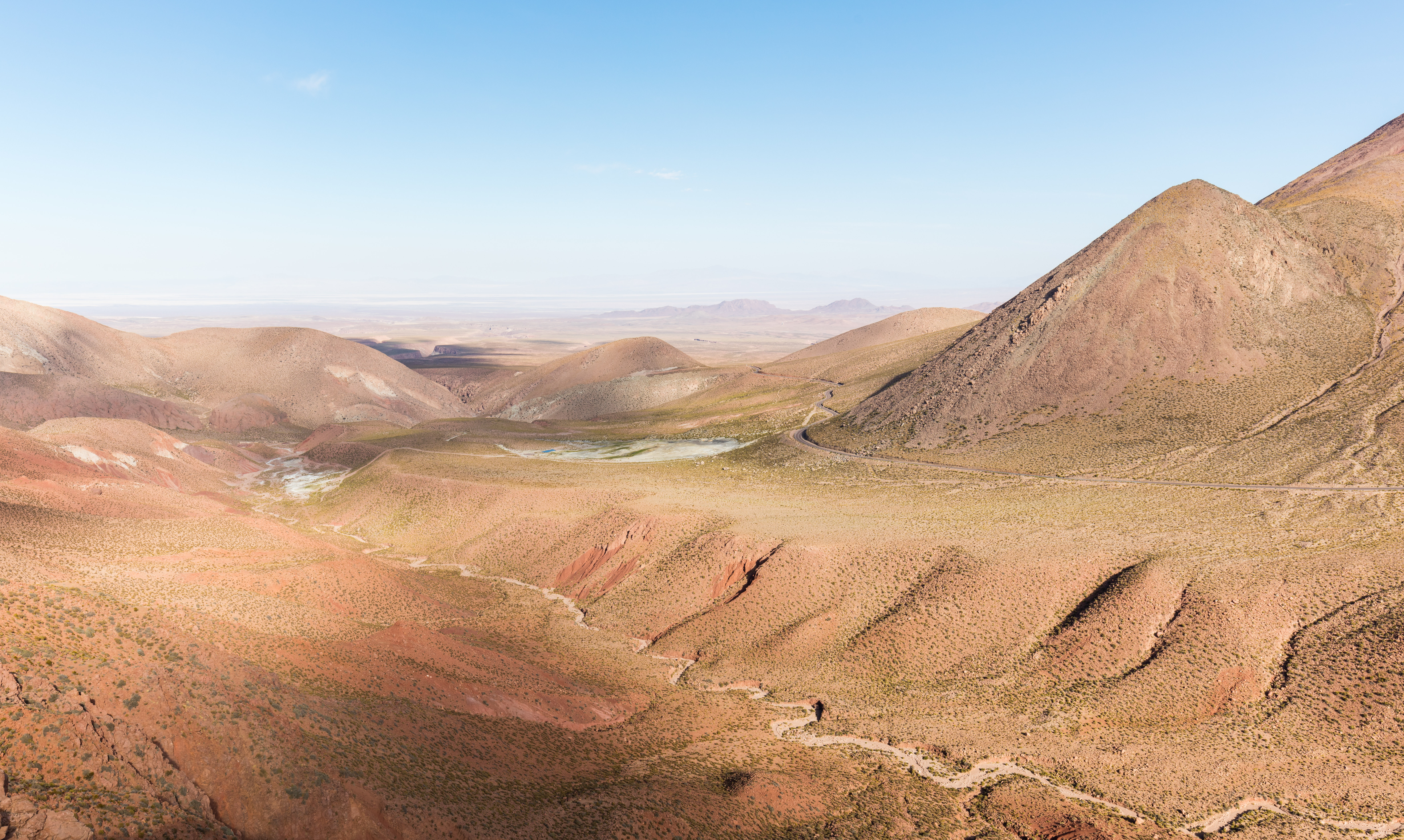
Pustynia Atakama

Atakama (Atacama, hiszp. Desierto de Atacama) – pustynia mglista w Ameryce Południowej. Należy do najsuchszych obszarów na świecie. Leży w północnej części Chile, między Kordylierą Nadbrzeżną a Kordylierą Zachodnią. Znajduje się w obrębie dwóch chilijskich prowincji Norte Chico i Norte Grande.

## Opis
Roczna suma opadów nie przekracza 100 mm, co jest związane z położeniem w strefie zwrotnikowej oraz wpływem zimnego Prądu Peruwiańskiego. W Iquique ostatni opad miał miejsce w pierwszych latach XX wieku. Nieliczne rzeki są okresowe, występują solniska w bezodpływowych kotlinach oraz słone bagna. Pustynia jest piaszczysta i kamienista. Jej długość to 1000–1100 km, a szerokość do 100 km. Atakama jest stopniowo wznoszącą się od wybrzeża Oceanu Spokojnego płaszczyzną, na której wzniesienia sięgają wysokości 4900 m n.p.m. Na wybrzeżu klify opadające do oceanu mają wysokość do 500 m. Średnia wysokość ponad poziom morza wynosi 2240 m.
Jest to jedno z najsuchszych miejsc na Ziemi: w niektórych miejscach nie zanotowano opadów, od kiedy są prowadzone pomiary. Wybrzeże Atakamy uważane jest za niebezpieczne – usiane jest wrakami statków.
Roślinność posiada zupełnie inny charakter od roślinności saharyjskiej. Oprócz nielicznych roślin korzystających z nawilżonej rosą powierzchniowej warstwy gleby występują tam porosty czerpiące wodę bezpośrednio z mgły. Krajobraz urozmaicają liczne kolczaste krzewy, zarośla jukki, opuncji, agaw i krzew jojoby, a zwłaszcza potężne kolumnowe kaktusy Echinopsis atacamensis.
Na pustyni znajdują się bogate złoża mineralne:
- nitratynu (saletry chilijskiej)
- rudy żelaza
- rudy miedzi (kopalnia Chuquicamata)
- rudy ołowiu
- rudy uranu
- rudy kobaltu
- złoto
- rudy srebra
- soli kamiennej